# Yasuhikotakia lecontei
Yasuhikotakia lecontei és una espècie de peix de la família dels cobítids i de l'ordre dels cipriniformes.

## Morfologia
- Fa 15 cm de llargària màxima i el seu color va del marró al groguenc amb les aletes groc fosc. Els joves poden tindre moltes franges negres, primes i verticals, les quals s'esvaeixen a mesura que arriben a la maduresa.
- 12-13 radis tous a l'aleta dorsal i 8-10 a l'anal.
- 8 radis ramificats a l'aleta dorsal.
- 33-36 vèrtebres.
- Presenta una gran taca negrosa al peduncle caudal.[7][8][9]

## Reproducció
A la conca del riu Mekong té lloc a l'inici de l'estació humida quan els adults migren cap als afluents i on els joves romandran durant les primeres etapes de llurs vides. No ha estat possible fins ara la seua reproducció en captivitat.

## Alimentació
Menja mol·luscs i d'altres invertebrats bentònics.

## Hàbitat i distribució geogràfica
És un peix d'aigua dolça (pH entre 6 i 6,5), demersal i de clima tropical (24 °C-28 °C), el qual viu a Àsia: les conques dels rius Mekong i Chao Phraya a Laos, Cambodja i Tailàndia. Comparteix gran part de la seua àrea de distribució amb Yasuhikotakia morleti, Yasuhikotakia modesta i Syncrossus helodes, mentre que al riu Mun (el nord-est de Tailàndia) comparteix el seu hàbitat amb Acantopsis choirorhynchos, Lepidocephalichthys hasselti, Barbonymus altus, Barbonymus gonionotus, Cyclocheilichthys apogon, Cyclocheilichthys repasson, Discherodontus ashmeadi, Epalzeorhynchos frenatum, Esomus metallicus, Hampala dispar, Hampala macrolepidota, Mystacoleucus marginatus, Opsarius koratensis, Osteochilus hasseltii, Raiamas guttatus, Rasbora borapetensis, Rasbora dusonensis, Rasbora rubrodorsalis, Rasbora trilineata, Puntius orphoides, Puntius partipentazona, Gyrinocheilus aymonieri, Trichopodus pectoralis, Trichopodus trichopterus, Trichopsis pumila, Trichopsis vittata, Pseudomystus siamensis, Mystus singaringan, Kryptopterus cryptopterus i Mastacembelus favus.

## Observacions
És inofensiu per als humans, comú entre els afeccionats a l'aquariofília i emprat a nivell local (juntament amb Botia helodes, Botia morleti i Botia modesta) com a aliment per a peixos criats en gàbies.